# قانون مورگان
قانون مورگان (انگلیسی: Morgan's Canon)، که توسط روان‌شناس بریتانیایی کانوی لوید مورگان در اواخر قرن نوزدهم تدوین شد، یک اصل در روان‌شناسی تطبیقی و مطالعات رفتار حیوانات است.
بر طبق این اصل: تا زمانی که بتوان یک رفتار را بر اساس یک مدل ساده و ابتدایی رفتار جانوری توضیح داد، نباید به مدل‌های پیچیده و برتر رفتار خاص انسان متوسل شد. برای مثال حرکت مورچه‌ها در صفوف منظم را نباید رفتاری آگاهانه دانست و صفات انسانی مانند همکاری اجتماعی را به آن نسبت داد. چرا که این رفتار بر اساس دنبال کردن غریزی رد شیمیایی (فرومون) که مورچه‌ها هنگام جستجو و یافتن خوراک از خود باقی می‌گذارند قابل توضیح است. یا برای مثال وقتی سگی قادر به باز کردن در حیاط است، نباید تصور کرد که سگ، درک انسان گونه ای از مکانیزم دستگیره در دارد. بلکه چنین رفتاری به سادگی نتیجه یادگیری از طریق آزمون و خطاست. همان‌طور که استفاده شامپانزه از رشته علف در شکار موریانه را نباید مانند استفاده آگاهانه انسان از یک ابزار دانست چرا که در واقع شامپانزه تنها به تجربه دریافته است که فروکردن رشته علف در سوراخ لانه موریانه‌ها باعث خوشمزگی رشته علف می‌شود.
به اعتقاد مورگان در توضیح رفتار جانوران، باید تا حد امکان، از ساده‌ترین مدل‌های آزمون پذیر استفاده می‌شد و از نسبت دادن خصلت‌های پیچیده انسانی مانند استدلال و استنتاج به رفتار جانوران پرهیز می‌گردید. مورگان روش خود را در مقابل پژوهشگران همزمان یا ماقبل خود مانند جورج رومنس که غالباً بر اساس گمانه زنی پیرامون حکایت‌های نقل شده، رفتار جانوران را تفسیر کرده و صفات و ذهنیت انسانی به آنها نسبت می‌دادند، توسعه داده و مشاهدات تجربی را اساس مطالعات خود قرار داده بود. رویکردی که بعدها تأثیر زیادی در شکل‌گیری علم رفتارشناسی جانوران و رفتارگرایی داشت.
از سوی دیگر منتقدان قانون مورگان ادعا می‌کنند که پیروی از این قانون در مواردی به ساده سازیهای افراطی منجر شده و در عمل شواهد آشکار وجود رفتار پیچیده در جانوران، انکار شده است. مطالعات بعدی روی رفتار جانوران، حاکی از آن است که ذهن جانوران، هر چند با ذهن انسان متفاوت است با این حال جانورانی مانند دلفین می‌توانند دارای توانایی‌های ذهنی پیچیده‌ای باشند که بر اساس تعصبات انسانی و قانون مورگان به راحتی نادیده گرفته شده‌اند.